# Жеребцов, Анатолий Петрович
Анато́лий Петро́вич Жеребцо́в (род. 6 июня 1953, Рени, Измаильская область) — советский украинский легкоатлет, специалист по метанию копья, серебряный и бронзовый призёр чемпионатов СССР, участник Всемирной Универсиады в Софии. Мастер спорта СССР международного класса.

## Биография
Анатолий Жеребцов родился 6 июня 1953 года. Занимался лёгкой атлетикой в Одессе, выступал за Украинскую ССР и физкультурно-спортивное общество «Динамо». Окончил теплоэнергетический факультет Одесского политехнического института (1978).
Впервые заявил о себе в метании копья в сезоне 1972 года, когда с результатом 78,40 одержал победу на домашних соревнованиях в Одессе.
В 1974 году вновь победил на соревнованиях в Одессе.
В 1975 году отметился победой на соревнованиях во Львове.
В 1976 году выиграл серебряную медаль на всесоюзном турнире в Сочи, был лучшим в Черкассах.
В 1977 году победил на всесоюзных соревнованиях в Краснодаре, занял четвёртое место на чемпионате СССР
в Москве. Будучи студентом, представлял Советский Союз на Всемирной Универсиаде в Софии — в финале метнул копьё на 76,92 метра, расположившись в итоговым протоколе на седьмой строке.
В 1978 году показал третий результат на международном турнире в Дортмунде и в матчевой встрече со сборной США в Беркли, превзошёл всех соперников в Донецке и Одессе, завоевал серебряные награды на чемпионате СССР в Тбилиси и на международных соревнованиях в Бухаресте.
В 1979 году одержал победу на зимнем чемпионате СССР по метаниям в Душанбе.
В июне 1980 года на соревнованиях в Чернигове занял первое место и установил личный рекорд — 88,68 метра, тогда как на чемпионате СССР в Донецке с результатом 81,32 взял бронзу.